# Harold Miner
Pour les articles homonymes, voir Miner.
Harold David Miner, né le 5 mai 1971 à Inglewood en Californie, est un joueur américain de basket-ball ayant évolué dans la NBA. Son surnom était 'Baby Jordan'.

## Biographie
Enfant, il habitait à deux pas du Forum d'Inglewood, célèbre pour avoir accueilli les Lakers de Los Angeles de l'époque Showtime, emmenés par Magic Johnson, Kareem Abdul-Jabbar et James Worthy.
Il effectua sa carrière universitaire avec les Trojans d'USC (University of Southern California) pendant trois ans. Il y battit les records de scoring, qui sont toujours d'actualité.
Ce gaucher, arrière shooteur, bourré de tics, a emmené son équipe à deux reprises au Finale Four NCAA. Cet énorme talent individuel fut nommé au All-America et choisi Joueur de l'année par Sports Illustrated pendant la saison 1991-92 devant des joueurs comme Shaquille O'Neal et Alonzo Mourning. En NCAA, il était surnommé "Baby Jordan" pour sa ressemblance avec Michael Jordan et son aisance à beaucoup marquer dans n'importe quelle position.
Retenu en 12e position lors de la draft de 1992, par le Heat de Miami, Miner a eu ses heures de gloire en remportant à deux reprises le Slam Dunk Contest, en 1993 et en 1995. Sa détente exceptionnelle et ses dunks puissants ont laissé de lui le souvenir d'un des plus beaux dunkers de l'histoire de la ligue. Néanmoins, il n'a eu que peu l'occasion de montrer ses capacités de marqueur en NBA. Son style spectaculaire et à haut risque n'était pas apprécié de son entraîneur, Kevin Loughery, qui le critiquait pour sa défense et son intelligence de jeu. Après trois années passées à Miami, il a été transféré aux Cavaliers de Cleveland en 1996-97 ; il n'y a joué que 19 matches avant de se blesser sérieusement au genou. L'année suivante, il fera des essais avec la jeune équipe des Raptors de Toronto avant finalement d'être coupé en pré-saison.
Il mettra un terme à sa carrière, sans même tenter sa chance en Europe. Il en aurait eu assez de la vie de sportif professionnel. Il vivrait depuis près de Las Vegas avec sa femme et ses deux enfants.